# Elementi P
In biologia molecolare, si definiscono elementi P (in inglese P elements) un tipo di elementi trasponibili presenti esclusivamente nel genoma del dittero Drosophila melanogaster. Assumono una notevole importanza in ingegneria genetica, in quanto vengono proficuamente utilizzati dai ricercatori per trasdurre DNA nelle mosche (trasformazione genetica), o per indurre mutazioni controllate nel loro corredo genetico (mutagenesi).
Il nome deriva dalla biologa evoluzionista Margaret Kidwell, che, insieme a James Kidwell e John Sved, ha studiato la disgenesia ibrida nella Drosophila. Si riferivano ai ceppi come P di paterno e M di materno se contribuivano alla disgenesia ibrida in questo ruolo riproduttivo.

## Caratteristiche
Gli elementi P sono trasposoni di classe II, e in quanto tali possono muoversi tra diversi punti del genoma per effetto di un enzima, la trasposasi; elementi P completi -lunghi 2907 bp- includono il gene che codifica per tale enzima, e vengono pertanto detti "autonomi". Esistono comunque anche elementi P non autonomi, privi del gene per la trasposasi ed incapaci quindi di muoversi, a meno che non sia presente un secondo elemento trasponibile che fornisca l'enzima in trans. Altra loro caratteristica è la presenza di sequenze ripetute invertite ai bordi, lunghe 31 bp, che hanno un importante ruolo nel riconoscimento della trasposasi e, dunque, nella trasposizione.

## Disgenesi degli ibridi
Gli elementi P possono causare nei moscerini della frutta una situazione patologica nota come disgenia o "sindrome della disgenesi degli ibridi" (hybrid dysgenesis syndrome).
In base alla presenza o assenza di elementi P completi nei loro cromosomi, le cellule di Drosophila -e di conseguenza gli individui che le portano- vengono distinte in citotipo M o P. Le cellule M non presentano elementi P nei cromosomi, ma ne consentono il movimento; mentre le cellule P portano elementi P, ma non ne permettono il movimento, in quanto esprimono una proteina repressore che impedisce la trascrizione dei geni per la trasposasi.

In ogni caso, la trasposizione avviene solo nelle cellule germinali e non in quelle somatiche, in quanto in queste ultime non avviene un evento di splicing necessario per la formazione del corretto mRNA per la trasposasi (l'introne fra il secondo e il terzo esone non viene rimosso).
La disgenia degli ibridi avviene nella progenie degli incroci maschio P x femmina M, quando cioè uno spermatozoo che porta gli elementi P nel suo genoma penetra in un ovulo che ne consente il movimento. La trasposizione degli elementi P nella cellula uovo fecondata causa nella progenie risultante la sindrome disgenica, caratterizzata da elevato tasso di mutagenesi, sterilità, alti livelli di ricombinazione e aberrazione cromosomica.

## Utilizzi in ingegneria genetica
Sin dagli anni ottanta, gli elementi P sono stati usati in biologia molecolare come strumenti di ingegneria genetica in Drosophila, con due diversi scopi:
- trasdurre elementi di DNA esogeno nel genoma delle mosche, causandone l'entegrazione nei cromosomi e l'espressione (trasformazione)
- indurre mutazioni nel genoma, generalmente causando soppressione dell'espressione di alcuni geni allo scopo di studiarne il funzionamento (mutagenesi inserzionale o Knock-out genico)

### Trasformazione
Per effettuare la trasformazione si utilizzano elementi P privati dei geni per la trasposasi, impedendone quindi la trasposizione autonoma, e rimpiazzandoli con i geni che si intende trasdurre (oltre, generalmente, a un gene reporter che permetta di discriminare gli individui trasformati). L'elemento P così ingegnerizzato viene introdotto in un plasmide e iniettato in un embrione di Drosophila in via di sviluppo, insieme ad un altro plasmide che fornisca in trans (a distanza) i geni per la trasposasi. A questo punto nelle cellule dell'embrione dovrebbe avvenire la trasposizione, con inserzione dell'elemento P nel genoma dell'individuo ed espressione dei geni di interesse presenti su di esso, i cui effetti saranno visibili nell'individuo stesso e nella sua progenie.
Il primo esperimento di mutagenesi tramite utilizzo degli elementi P venne effettuato nel 1982 dai biologi Spradlin e Rubin.

### Mutagenesi inserzionale
La mutagenesi inserzionale consiste nell'utilizzare degli elementi trasponibili per danneggiare un gene, limitandone o azzerandone l'espressione; l'osservazione del fenotipo mutato darà indicazioni sulla funzione del gene represso. Il processo è in parte simile a quello utilizzato per la trasformazione: anche in questo caso, l'elemento P viene ingegnerizzato, tramite le strategie del DNA ricombinante, con l'eliminazione dei geni per la trasposasi. Al loro posto vengono inseriti dei geni reporter, che permettano l'identificazione degli individui in cui l'inserzione ha avuto successo (tipici geni reporter in drosophila sono quelli che determinano il colore degli occhi delle mosche, come white+) oltre ad un genere di resistenza agli antibiotici e dei siti riconosciuti da enzimi di restrizione. L'elemento P viene poi inserito in un plasmide, e microiniettato in un embrione di Drosophila insieme ad un altro che porti i geni per la trasposasi. L'elemento P si integrerà a caso nel genoma dell'individuo, ma solitamente all'interno di un gene attivamente trascritto (in quanto una zona dove la cromatina è rilasciata e quindi più facilmente accessibile) reprimendone o spegnendone l'attività. Il fenotipo risultante potrà essere osservato nell'individuo o nella sua progenie (riconoscibile dall'espressione del gene reporter) e potrà dare indicazioni sulla funzione del gene mutato.